# Opopaea plumula
Espèce
Opopaea plumula est une espèce d'araignées aranéomorphes de la famille des Oonopidae.

## Distribution
Cette espèce est endémique du Hunan en Chine,.

## Publication originale
- Yin & Wang, 1984 : On some Oonopidae from southern China (Araneae). Journal of Hunan Teachers' College,  Natural science edition, vol. 1984, no 3, p. 51-59.